# Окмяни
Окмяни (пол. Okmiany, нім. Kaiserswaldau) — село в Польщі, у гміні Хойнув Леґницького повіту Нижньосілезького воєводства.
Населення — 772 особи (2011).
У 1975-1998 роках село належало до Легницького воєводства.

## Демографія
Демографічна структура станом на 31 березня 2011 року:
|          | Загалом | Допрацездатний вік | Працездатний вік | Постпрацездатний вік |
| -------- | ------- | ------------------ | ---------------- | -------------------- |
| Чоловіки | 379     | 83                 | 263              | 33                   |
| Жінки    | 393     | 82                 | 239              | 72                   |
| Разом    | 772     | 165                | 502              | 105                  |